# Bodegas de Cobos de Cerrato
El conjunto de bodegas subterráneas de Cobos de Cerrato, se localiza en un cerro del municipio de Cobos de Cerrato de la comarca de El Cerrato en la provincia de Palencia, Comunidad Autónoma de Castilla y León, España.
Cobos de Cerrato está documentado a mediados del siglo XIV en el Becerro de las Behetrías como Cuevas, cuenta con un conjunto de bodegas que constituye una relevante muestra de patrimonio cultural etnográfico asociado a los sistemas productivos del vino. Las bodegas de Cobos son un conjunto excavado periférico importante en la comunidad de Castilla y León, por su extensión, el número de bodegas, su estado de conservación y por su antigüedad. 
Según el Libro de Palencia, de 1874, por entonces Cobos contaba con 26 cuevas (bodegas), además de 102 casas, dos molinos y dos ermitas.
El elemento más destacado que singulariza el conjunto, es la conformación de un paisaje peculiar consecuencia de la excavación de las bodegas en un mismo emplazamiento, siguiendo un plan de construcción colectivo, una conducta común por el que se van excavando las bodegas, abriendo las puertas a un mismo nivel para formar calles horizontales que discurren por la colina siguiendo las curvas de nivel.
La transformación paisajística de este cerro, la estructura urbana y arquitectónica de las calles, las fachadas de las bodegas, sus puertas, y sus característicos elementos salientes –zarceras, chimeneas y descargaderos–, configuran este paisaje singular caracterizado por una estructura urbana y arquitectónica de calles de acceso a las Bodegas de Cobos de Cerrato, con sus fachadas o antebodegas, con áreas cubiertas de vegetación de la colina, desde donde las chimeneas, zarceras y descargaderos sobresalen y caracterizan este peculiar paisaje.
La bodega es el resultado de la excavación de una serie de corredores y habitáculos en el terreno. A efectos de su protección como conjunto etnológico, se define como bodega el conjunto de infraestructuras que integran la red de corredores y espacios excavados en el terreno, las calles y sus accesos, la entrada a la bodega, sus fachadas o antebodega, las puertas, la escalera de bajada –también conocida como cañón–, el Lagar, la viga, y las dependencias relacionadas como las sisas, los nichos, la cocina, y las zonas de estancia, así como las áreas en las que se construyeron en su día las canalizaciones superficiales para desaguar el agua de la lluvia.
Igualmente, además de los elementos auxiliares como las chimeneas, zarceras y descargaderos, que sobresalen de forma independiente y aleatoria en la colina y contribuyen a la configuración de este característico paisaje, se incluye en la declaración todo el legado patrimonial relacionado con la arquitectura del vino necesario para llevar a cabo las tareas de estrujado, prensado, trasiego y almacenado del vino. 
La temperatura de las bodegas de Cobos de Cerrato cambia poco de verano a invierno, con lo cual el usuario y el visitante siente un agradable calor en invierno y un codiciado fresco en verano.